# Calabasas
Calabasas je město ve Spojených státech amerických. Nachází se v okrese Los Angeles County ve státě Kalifornie. Ve městě žije přibližně 23 tisíc obyvatel a jeho rozloha činí 35,6 km². Leží v jihozápadní části San Fernando Valley mezi pohořími Santa Monica a Santa Susana 48 kilometrů severozápadně od centra Los Angeles. Městem je Calabasas od 5. dubna 1991. Své sídlo zde mají společnosti Malibu Comics, Line 6 a Cyberdreams. Panuje zde středomořské podnebí.

## Rodáci
- Rob Bourdon (* 1979) – americký bubeník